# Базанвиль
Базанви́ль (фр. Bazenville) — коммуна во Франции, находится в регионе Нижняя Нормандия. Департамент коммуны — Кальвадос. Входит в состав кантона Ри. Округ коммуны — Байё.
Код INSEE коммуны — 14049.

## Население
Население коммуны на 2010 год составляло 147 человек.
| 1962 | 1968 | 1975 | 1982 | 1990 | 1999 | 2010 |
| ---- | ---- | ---- | ---- | ---- | ---- | ---- |
| 196  | 177  | 149  | 164  | 145  | 144  | 147  |

## Экономика
В 2010 году среди 91 человека трудоспособного возраста (15—64 лет) 68 были экономически активными, 23 — неактивными (показатель активности — 74,7 %, в 1999 году было 79,8 %). Из 68 активных жителей работали 64 человека (31 мужчина и 33 женщины), безработных было 4 (1 мужчина и 3 женщины). Среди 23 неактивных 12 человек были учениками или студентами, 10 — пенсионерами, 1 был неактивным по другим причинам.